# Вастен, Александр Петрович
Александр Петрович Вастен (фин. Aleksanteri Pekanpoika Vasten, Алексантери Пеканпойка Вастен; 17 октября 1881 — 18 января 1938) — большевик, брат Адольфа Тайми, красный командир во время сражения за Тампере в финскую гражданскую войну.
Родился в 1881 году в семье финского крестьянина. В революционном движении с конца 1890-х годов, член РСДРП с 1900 года. Подвергался репрессиям.
В 1918 году после гражданской войны в Финляндии бежал в Советскую Россию, где командовал батальоном. Отличился на северном фронте Гражданской войны в России в июле 1918 года, остановив наступление вражеской армии, наступавшей на Санкт-Петербург у села Сорока (впоследствии, Беломорск).
Затем работал в аппарате Коммунистической партии Финляндии, членом центрального комитета которой он стал в ноябре 1923 года. В 1920-е годах руководил Мурманским центром, затем до 1931 года работал в Лемболово.
Был арестован в сентябре 1937 года в Ленинграде, содержался в Шлиссельбургской крепости. Расстрелян 18 января 1938 года на Левашовской пустоши по приговору выездной сессии ВКВС. В 1956 году полностью реабилитирован.